# 河内長野市消防本部
河内長野市消防本部（かわちながのししょうぼうほんぶ）は、大阪府河内長野市の全域を管轄区域に定めていた消防組織（消防本部）で、1965年3月30日に発足。2024年4月1日付で柏原羽曳野藤井寺消防組合へ吸収されたため、同日以降は、管轄区域や区域内の消防署・出張所を維持したまま「大阪南消防組合（統合を機に発足した広域消防組合）内の部局」へ移行している。このような事情から、本ページでは移行後の動向についても記述する。

## 概要
- 消防本部：河内長野市小山田町1663-3
- 管内面積：109.61km2
- 職員定数：120人
- 消防署1カ所、出張所2カ所
- 主力機械（2021年4月1日現在）
  - 普通消防ポンプ自動車：1
  - スモールタンク車：5
  - はしご付消防自動車：2
  - 高規格救急自動車：5
  - 救助工作車：1
  - 指揮車：1
  - 署指揮車：1
  - 本部指揮車：1
  - 査察車：1
  - 予防車：1
  - 多目的搬送車：2
  - 人員資機材搬送車：1
  - 隊員輸送車：1

## 沿革

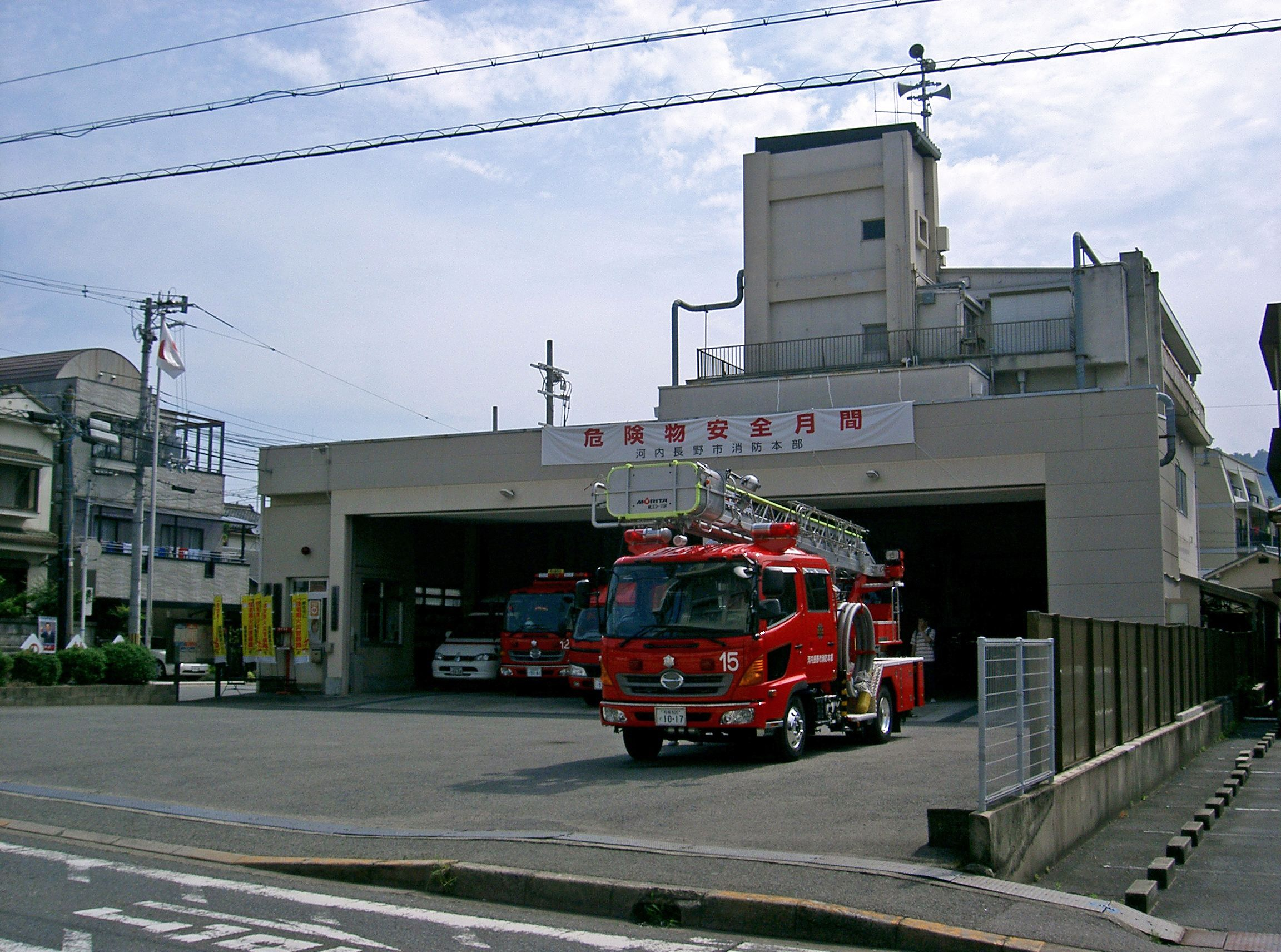
河内長野市本町にあった旧消防署。新庁舎への移転後は、建物の解体を経て、コメダ珈琲店が河内長野市との跡地賃貸借契約に沿って河内長野本町店を出店している。

- 1965年3月30日　河内長野市消防本部・河内長野市消防署を設置し、消防・救急業務を開始する。
- 1967年　化学消防自動車を消防署に配備する。
- 1971年　屈折はしご付消防自動車を消防署に配備する。
- 1979年　はしご付消防自動車を消防署に配備する。
- 1980年　北出張所を開設し、消防・救急業務を開始する。
- 1983年　南出張所を開設し、消防業務を開始する。
- 1984年　照明車を北出張所に配備する。
- 1987年　南出張所で救急業務を開始する。
- 1988年　消防本部が市役所現庁舎へ移転する。
- 1991年　救助工作車を消防署本署に配備する。
- 1995年　高規格救急自動車を消防署本署に配備し、救急救命士が業務を開始する。
- 1997年　高規格救急自動車を南出張所に配備する。
- 2001年　高規格救急自動車を北出張所に配備する。
- 2003年　南出張所で新消防通信指令システムの運用を開始する。
- 2014年　消防署本庁舎の新築移転に伴って、消防本部も市役所から新庁舎へ移転。
- 2024年　富田林市消防本部とともに、4月1日付で大阪南消防組合に吸収・併合[1]。これに伴って、河内長野消防署を「大阪南消防組合河内長野消防署」、北出張所を「大阪南消防組合河内長野消防署千代田出張所」、南出張所を「大阪南消防組合河内長野消防署南花台出張所」に改称した。

## 組織
- 本部 - 消防総務室
  - 消防総務課、予防課、警防課
- 消防署 - 警備第1課、警備第2課、警備第3課

## 消防署

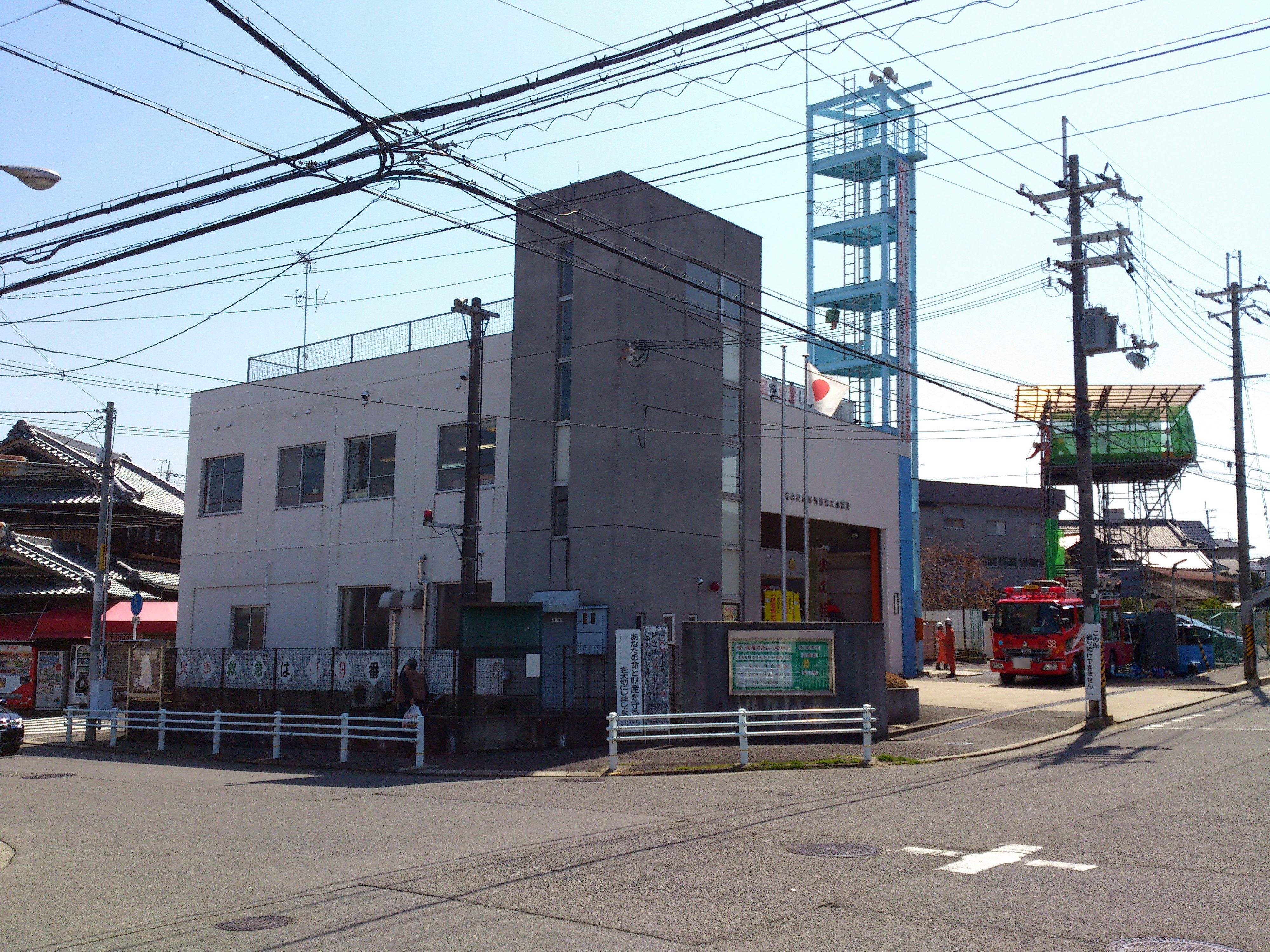
河内長野消防署の千代田出張所
（河内長野消防本部の運営で
「河内長野消防署北出張所」と
称していた時期に撮影）

| 消防署           | 住所           | 出張所                                       |
| ---------------- | -------------- | -------------------------------------------- |
| 河内長野市消防署 | 小山田町1663-3 | 千代田：木戸1丁目23-5 南花台：南花台8丁目4-3 |